# 레프트 얼라이브
《레프트 얼라이브》(Left Alive)는 마이크로소프트 윈도우, 플레이스테이션 4용으로 스퀘어 에닉스가 배급하고 Ilinx가 개발한 스텔스 비디오 게임이다. 2017 도쿄 게임 쇼 이전에 소니 인터랙티브 엔터테인먼트의 언론 콘퍼런스에서 발표되었다. 프론트 미션 유니버스를 배경으로 한다. 레프트 얼라이브는 비평가들로부터 전반적으로 호의적이지 않은 평가를 받았다.

## 게임플레이
레프트 얼라이브는 기계로 가득찬 전장을 조심히 걸어다니는 스텔스 기반 게임이다.

## 평가
리뷰 애그리게이터 메타크리틱에 따르면 레프트 얼라이브는 전반적으로 호의적이지 못한 평가를 받았다.
제로 펑추에이션의 벤 크로쇼는 이 게임에 대해 2019년 최악의 2번째 게임으로 이름을 올렸다.

### 판매량
일본에서는 대략 플레이스테이션 4용의 17,622본이 출시 첫 주에 판매되면서 모든 포맷의 판매 게임 중 5위에 올랐다.